# Нижнеяркеево
Нижнеяркеево (баш. Түбәнге Йәркәй) — село в Илишевском районе Башкортостана, входит в состав Юнновского сельсовета. Согласно переписи 2020 года население составляло 2387 человек.

## Географическое положение
Расстояние до:
- районного центра (Верхнеяркеево): 2 км,
- центра сельсовета (Верхнеяркеево): 2 км,
- ближайшей ж/д станции (Буздяк): 109 км.

## История
Село основано между 1873 и 1896 годами на территории Бирского уезда Уфимской губернии жителями деревни Яркеево (ныне Верхнеяркеево).

## Население
| 2002 | 2009 | 2010 |
| ---- | ---- | ---- |
| 839  | ↗850 | ↗977 |

## Религия
В селе есть мечеть.